# Alcoholic Faith Mission
Alcoholic Faith Mission is een Deense band, opgericht in New York in 2006.
In oktober 2006 verscheen hun eerste album Misery Loves Company. In oktober 2008 testte de band nieuw materiaal op het Popkomm-festival in Berlijn en trok daarmee de aandacht van de platenmaatschappij PonyRec. Het tweede album 421 Wythe Avenue verscheen in april 2009. De titel van het album verwijst naar het adres in Brooklyn, waar de groep het album heeft opgenomen.
In maart 2010 kwam het album Let This Be The Last Night We Care uit.